# Thiên hoàng Reizei
Thiên Hoàng Lãnh Tuyền (冷泉 Reizei- tennō ?, 12 tháng 6 năm 950 - 21 Tháng 11 năm 1011) là Thiên hoàng thứ 63 của Nhật Bản theo danh sách kế thừa truyền thống.
Triều đại Reizei của kéo dài từ năm 967 đến năm 969.

## Tường thuật truyền thống
Trước khi lên ngôi Thiên hoàng, ông có tên cá nhân của mình (imina, hay tên húy) là Norihira -shinnō (憲平親王).
Norihira -shinnō là con trai thứ hai của Thiên hoàng Murakami. Mẹ ông, Công nương Yasuko, là con gái của đại thần Fujiwara no Morosuke. Chẳng bao lâu sau khi chào đời, ông được bổ nhiệm làm thái tử. Quyết định này được cho là thực hiện dưới sự ảnh hưởng của Morosuke và anh trai của ông ta, Fujiwara no Saneyori - những người đã nắm quyền lực chính trong triều đình.
Từ thời cổ đại, đã có bốn dòng họ quý tộc mà lịch sử gọi là Gempeitōkitsu (源平藤橘). Một trong những dòng họ đó, gia tộc Minamoto (源氏) hay còn được gọi là Genji là lớn nhất. Trong số này, nhánh Reizei Genji (冷泉源氏) có nguồn gốc từ Thiên hoàng thứ 63 Reizei.

## Lên ngôi
Ngày 5 tháng 7 năm 967, Thiên hoàng Murakami qua đời và thân vương chính thức lên ngôi, hiệu là Thiên hoàng Reizei. Ông cải lại niên hiệu của cha thành niên hiệu Koho nguyên niên.
Tháng 8/968, Thiên hoàng đổi niên hiệu là Anna (15/8/968 - 969)
Ngày 27 tháng 9 năm 969, Thiên hoàng thoái vị và nhường ngôi cho em trai là thân vương Morihira, con trai thứ năm của cha. Người em lên ngôi, hiệu là Thiên hoàng En'yū.

### Kugyō
- Kampaku, Ono-no-miya Fujiwara no Saneyori (藤原実頼), 900-970.
- Daijō daijin, Fujiwara Saneyori.
- Tả đại thần: Minamoto no Takaakira (源高明) (xuống hạng 969 bởi Anna Incident)
- Tả đại thần: Fujiwara Morotada (藤原師尹)
- Hữu đại thần: Fujiwara Morotada (藤原師尹), 920-969.
- Nội đại thần (không chỉ định)
- Đại nạp ngôn: Fujiwara no Arihira (藤原在衡)
- Đại Nạp ngôn: Minamoto no Kaneakira (源兼明)
- Đại Nạp ngôn: Fujiwara no Koretada (藤原伊尹)

## Các phu nhân và con cái
Trung cung: Nội thân vương Masako (昌子内親王) (950-999), con gái của Thiên hoàng Suzaku
- Con nuôi: Vĩnh Bình thân vương (永平親王) (965-988), con trai Thiên hoàng Murakami

Nữ ngự: Fujiwara no Fushi / Yoshiko (藤原怤子) - con gái của hữu đại thần Fujiwara no Morosuke (藤原師輔)
Nữ ngự: Fujiwara no Kaishi / Chikako (藤原懐子) (945-975), con gái của Fujiwara no Koretada (藤原伊尹)
- Nội thân vương Soshi (宗子内親王) (964-986)
- Nội thân vương Sonshi (尊子内親王) (966-985), làm Saiin (nữ tế là con gái trong Hoàng gia) tại đền thờ Kamo 968-975; sau đó, kết hôn với chú là Thiên hoàng En'yū năm 980
- Thân vương Morosada (師貞親王) (968-1008) (Thiên hoàng Kazan)

Nữ ngự: Fujiwara no choshi / Toko (藤原超子) (954?-982), con gái cả của Fujiwara no Kaneie (藤原兼家)
- Nội thân vương Mitsuko (光子 内 親王) (973-975)
- Thân vương Okisada (居貞親王) (976-1017) (Thiên hoàng Sanjō)
- Thân vương Tametaka (為 尊 親王) (977-1002)
- Thân vương Atsumichi (敦 道 親王) (981-1007)